# نعيم الغرياني
نعيم محمد علي عبد الرحمن الغرياني (ولد في 12 أبريل 1954) هو وزير ليبي سابق، من مواليد مدينة طرابلس وبها بدأ مسيرته الدراسية عام 1960 حتى نهاية المرحلة الثانوية.

## حياتة العلمية
أكمل دراسته الجامعية بالولايات المتحدة حيث تحصل على بكالوريس في الهندسة وأخرى في الفيزياء، كليهما بمرتبة الشرف، وماجستير ودكتوراة في الهندسة والعلوم النووية وماجستير في إدارة الأعمال.

## حياته السياسية
ظهر على المشهد الليبي إبان مايعرف بالمرحلة الانتقالية وحصل على منصب وزير للتعليم العالي والبحث العلمي بحكومة عبدالرحيم الكيب الانتقالية عضو مايعرف بالمعهد الليبي للسياسات الذي يترأسه الأمريكي الآخر مصطفى أبو شاقور مع عضوبة رفيقهم الآخر محمد طرينة الذي ترأس بدوره منصب نائب لرئيس الوزراء في حكومة عبد الرحيم الكيب. ترجع أصوله لغريان كما هو الحال عند رفيقه الأمريكي مصطفى أبوشاقور.